# NGC 1161
NGC 1161 é uma galáxia lenticular (S0) localizada na direcção da constelação de Perseus. Possui uma declinação de +44° 53' 51" e uma ascensão recta de 3 horas, 01 minutos e 14,1 segundos.
A galáxia NGC 1161 foi descoberta em 7 de Outubro de 1784 por William Herschel.